# گورستان شوخوعلی
قبرستان شوخوعلی مربوط به سده‌ها میانه و متاخر دوران‌های تاریخی پس از اسلام است و در شهرستان قیروکارزین، بخش مرکزی، دهستان هنگام، شمال روستای هورز واقع شده و با شمارهٔ ثبت ۲۶۶۲۸ به‌عنوان یکی از آثار ملی ایران به ثبت رسیده است.